# José Antonio Reinoso
José Antonio Reinoso (* 8. September 1973 in Mexiko-Stadt; † 24. Januar 2014 in León, Guanajuato) war ein mexikanischer Fußballspieler auf der Position eines Stürmers und Sohn des chilenischen Fußballspielers Carlos Reinoso, der in den 1970er Jahren bei Mexikos Topverein América unter Vertrag stand.

## Laufbahn
Reinoso wurde vor der Saison 1994/95 vom Erstligisten Toros Neza verpflichtet, für den er sein Debüt in der höchsten mexikanischen Spielklasse am 1. April 1995 in einem Auswärtsspiel beim späteren Meister Club Necaxa gab, das 3:1 gewonnen wurde. Nach der Saison 1994/95 wechselte Reinoso zu den Necaxistas, mit denen er die Meisterschaft der Saison 1995/96 gewann.
Anschließend wechselte er zum Club León, der zu jener Zeit von seinem Vater trainiert wurde. 
2006 erkrankte Reinoso an Krebs und erlag seiner Krankheit am 24. Januar 2014, als er nach langer Leidenszeit in seiner Wahlheimatstadt León verstarb. 

## Erfolge
- Mexikanischer Meister: 1995/96